# ولاية أيدن
وِلَايَةُ أَيْدَن (بالتركية: ایدن ولایت/Aydın ili) ولاية تركية في منطقة أيجه. عاصمتها مدينة آيدين، وتبلغ مساحتها 7,922 كم2، ويبلغ عدد سكانها 950,757 نسمة، كما يبلغ معدل الكثافة السكانية 120/كم2. تقع جنوب غرب تركيا.